# Elekmania marciana
Elekmania marciana là một loài thực vật có hoa trong họ Cúc. Loài này được (Urb. & Ekman) B.Nord. mô tả khoa học đầu tiên năm 2006.